# Felix Auböck
Felix Auböck, né le 19 décembre 1996 à Bad Vöslau, est un nageur autrichien.

## Carrière
Il est médaillé d'argent du 400 mètres nage libre aux championnats d'Europe de natation 2020 à Budapest.
En décembre 2021, il remporte le titre mondial sur 400 mètres nage libre lors des championnats du monde en petit bassin à Abou Dabi.

## Palmarès

### Championnats du monde en petit bassin
- Championnats du monde 2021 à Abou Dabi :
  -  Médaille d'or du 400 m nage libre.

### Championnats d'Europe
- Championnats d'Europe 2020 à Budapest :
  -  Médaille d'argent du 400 m nage libre.
- Championnats d'Europe 2022 à Rome :
  -  Médaille de bronze du 200 m nage libre.
- Championnats d'Europe 2024 à Belgrade :
  -  Médaille d'or du 400 m nage libre.